# الجسد يشتعل نارا (مسلسل)
الجسد يشتعل ناراً هو مسلسل قصير من التلفاز الإسباني عبر الإنترنت من نوع الإثارة والتشويق. وكُتب بواسطة لورا سارمينتو لمنصة نتفلكيس. وأُنتج بواسطة أركديا للصور المتحركة وشارك في التمثيل كلٌ من أورسولا كوربيرو وكيم جوتييريس وخوسيه مانويل بوغا وإسحاق فيرريث وإيڤا يوراتش. إنه مستوحي تماماً من القضية المعروفة باسم جريمة الحماية المدنية. عُرض بمنصة نتفلكيس في الثامن من سبتمبر في عام ٢٠٢٣.

## القصة
عُثر علي جثة رجل شرطة يُدعي بيدرو (خوسيه مانويل بوغا) في مايو من عام ٢٠١٧، حيث تبدو جثته محترقة بداخل سيارة في رافد نهر فوا ببرشلونة. أسفر تحقيق الوفاة عن اكتشاف لواحدة من العلاقات المؤذية والخادعة والعنيفة، والفضائح الجنسية التي اُتهم بها بيدور واثنان من زملائه الشرطيين: روسا (أورسولا كوربيرو) وحبيبها السابق ألبرت (كيم جوتييريس).

## طاقم التمثيل
تنويه: تغيرت أسماء بعض الشخصيات لأسباب تتعلق بالحبكة الدرامية أو قانونية، الأسماد الحقيقية توجد بين قوسيين.

### الأبطال
- أورسولا كوربيرو جسدت شخصية روسا بيرال، وهي شرطية تورطت لاحقاً في قضية مريبة أن حبيبها عُثر عليه محترقاً.
- كيم جوتييريس جسد شخصية ألبرت لوبيث، وهو شرطي وواحد من المتشبه بهم في قتل بيدور، لأنه كشف إنه لديه علاقة غرامية مع روسا.
- خوسيه مانويل بوغا جسد شخصية بيدور رودريجيث، وهو شرطي والذي ظهر متحرقاً بداخل سيارة في رافد نهر فوا ببرشلونة بعد مشادة مع حبيبته روسا.
- إسحاق فيرريث جسد شخصية خابيير جييرريرو ويُلقب بخابي (روبن)، هو طليق روسا والذي لديه ابنه واحدة صغيرة.
- إيڤا يوراتش جسدت شخصية استر بارونا، هي المفتشة المسؤولة عن تحقيق قتل بيدور.

### الشخصيات الثانوية
- بيب توسار جسد شخصية خوان
- مامن دوتش جسد شخصية روساماري
- ألفونس نيتو جسد شخصية خوان خوسيهنيرا ريوس ويُلقب بخوانخو (حلقة ١ - حلقة ٧)
- كيم أبيلا جسد شخصية أليكس (حلقة ١ - حلقة ٧)
- سيرخي ثيربيرا جسد شخصية نيستور (حلقة ١ - حلقة ٣ - حلقة ٥ - حلقة ٧ - حلقة ٨)
- بيب أمبروس جسد شخصية إيدوارد
- أينا كلوتيت جسدت شخصية سيلفيا (حلقة ١ - حلقة ٣ - حلقة ٥ - حلقة ٧ - حلقة ٧ - حلقة ٨)
- خوليا ترويول جسدت شخصية ألمودينا وتُلقب بألمو (حلقة ١ - حلقة ٣ - حلقة ٥ - حلقة ٧)
- ألييدا توررنت جسدت شخصية بانيه (حلقة ١ - حلقة ٣ - حلقة ٥ - حلقة ٧)
- برونو سيفييا جسدت شخصية أربارو (حلقة ١ - حلقة ٢ - حلقة ٥ - حلقة ٨)
- ميريتكسول كالبو جسدت شخصية كارمن (حلقة ١ - حلقة ٢ - حلقة ٥ - حلقة ٧)
- أوسكار دورتا جسد شخصية ألفونسو (حلقة ٢ - حلقة ٥ - حلقة ٦)
- إيفان مورالس جسد شخصية خيرالد (حلقة ٥ - حلقة ٨)
- آنا مولينير جسدت شخصية مونتس (حلقة ٦ - حلقة ٨)
- دافيد باغيس جسد شخصية توماس ( حلقة ٦ - حلقة ٨)

#### مع تعاون خاص من
- راؤل بيريتو جسد شخصية مانويل كلوس ويُلقب بمانو، هو شرطي والذي خانت روسا زوجها خابيير معه، ولاحقاً اُكتشف بسبب الإباحية الإنتقامية. (حلقة ٢ - حلقة ٦ - حلقة ٨).
- أنطونيو دوران "موريس" جسد شخصية سيراييرس (حلقة ٣).
- بابلو ديركي جسد شخصية فيسكال. (حلقة ٧ - حلقة ٨).

| الرقم | العنوان         | المخرج           | الكاتب                             | تاريخ الإصدار الأصلي |
| ----- | --------------- | ---------------- | ---------------------------------- | -------------------- |
| ١     | الصهريج         | خورخي تورريجروسا | لورا سارمينتو                      | ٨ سبتمبر ٢٠٢٣        |
| ٢     | روستان          | خورخي تورريجروسا | لورا سارمينتو                      | ٨ سبتمبر ٢٠٢٣        |
| ٣     | السقوط          | خورخي توريجروسا  | لورا سارمينتو و إيدوارد سولا       | ٨ سبتمبر ٢٠٢٣        |
| ٤     | عيد الميلاد     | لورا مانييا      | لورا سارمينتو وإيدوارد سولا        | ٨ سبتمبر ٢٠٢٣        |
| ٥     | الحب            | لورا مانييا      | لورا سارمينتو و خوسيه لويس مارتيين | ٨ سبتمبر ٢٠٢٣        |
| ٦     | ما هو مستحيل    | لورا مانييا      | لورا سارمينتو                      | ٨ سبتمبر ٢٠٢٣        |
| ٧     | وجهاً لوجه       | خورخي تورريجروسا | لورا سارمينتو و كارلوس لوبيث       | ٨ سبتمبر ٢٠٢٣        |
| ٨     | ١ مايو عام ٢٠١٧ | خورخي تورريجروسا | لورا سارمينتو                      | ٨ سبتمبر ٢٠٢٣        |

## الإنتاج
أعلنتا منصة نتفليكس وأركديا للصور المتحركة في ٢٩ من يوليو في عام ٢٠٢٢ أنهما كانا يعملان علي مسلسل عن جريمة الحماية المدنية. وحتي الآن هو بدون عنوان، المسلسل سيكتب بواسطة لورا سارمينتو وسيُخرج بواسطة خورخي تورريجروسا ولورا مانييا. وأُعلن في سبتمبر عام ٢٠٢٢ أن المسلسل سيُسمي الجسد يشتعل ناراً وسيُمثل من قبل أورسولا كوربيرو وكيم جوتييريس وخوسيه مانويل بوغا وإسحاق فيرريث وإيڤا يوراتش. وبدأت جلسة تصوير المسلسل في ١٩ من سبتمبر عام ٢٠٢٢ في برشلونة وانتهت في فبراير عام ٢٠٢٣.

## إصدار المسلسل
بادرت نتفليكس بالإعلان عن أن مسلسل الجسد يحترق ناراً سيعرض علي منصتها في ٨ من سبتمبر ٢٠٢٣. وأصدرت نتفليكس المقطع الدعائي للمسلسل في ٢٢ من أغسطس ٢٠٢٢.